# イリア・ウトキン
イリア・ウトキン（ウートキン、Ilia Utkin、I.V.Utkin、Utkin Ilya Valentinovich、1955年 - ）は、ロシアの建築家。モスクワ・建築国際アカデミー（International academy of architecture)教授。
1980年代、アレクサンドル・ブロツキーと協働して、実作は少なかったのでしばらくペーパー・アーキテクトと呼ばれたが、ペーパー・アーキテクトとして数多くの国際建築に関するアイデアコンペや国内外の数々の設計競技にも入賞し、世界的に知名度が高い。
ペレストロイカ以降は実作も手掛ける。祖父母、両親、伯父なども建築家。モスクワ生まれ。

## 略歴
1978年、モスクワ建築大学卒業（ボリス・バルヒン教授のグループ）。在学中からブロツキーとコンビで活動。2人は在学中より協働を開始。卒業制作も共同。
大学卒業後の1年間国家建築局に勤務。1979年から1981年まで国立芸術劇場に務める。
その後モスクワのアトリエで活動。1981年から約10年間の間に、日本の建築アイデアコンペでは、ブロツキーとのコンビにより計7回の最多入賞を遂げている。1994年、Utkin's Studio (Architecture and design) を発足。
（代表作）
アレキサンダー・グリーン博物館増築（1983年から1989年、ブロツキーとによる）
現代建築アート博物館。アレキサンダー・グリーンは20世紀初頭のロシアの作家。
レストラン・アトリウム（ブロツキーとエフゲニー・Monakhovと1986年から1987年）
レーニン通りに面したモスクワ最初の民営レストラン。歴史的な様式が混合された装飾が施されている。
ヨーロッパ・セラミックス・ワーク・センター・ゲートウェイ（オランダ・ボッシュ、ブロツキーと1991年から1992年）
セラミック・センターの門を彫刻的につくったもの。
タコマ12番街歩道橋設計案
ベネチアビエンナーレ第7回国際建築展、ロシアパビリオン 2000年 
Pereulok Levshinsky 邸（モスクワ。SKIPと。2000年から2004年）
モスクワ地域・ソスナ住宅地（1997年-2000年）
モスクワ地域Zhukovka住宅地（2000年-2004年）
作品の展示、展覧用には、
作品「ドーム」（Dome、1989年）
作品「名無し河」（Nameies River、1986年）
作品「見知らぬ人のポートレイト、あるいはピーター・ガール・ファペジェの悪夢」1983
作品「ザ・テーブル」（The Table、1989年）
作品「モニュメント」（Monument、1992年、Wellington City Art Gallety）
作品「パラッツオ・ネロ」（Palazzo Nero、1992年、WeUington City Art Gallery）
作品「ポータル」（The Portat、1992年）
作品「建築家」（The Architect、1988年）
作品「フォーラム・ド・ミレ・ヴェリタティス」（Forum de Mille Veritatis、1987/90）
作品「橋」（A Bridge、1987）
作品「コロンバリワム」（Columbarium Habitabile、1989）など。
行政ビジネスセンター（ペルミ、2008-2009） 
Serpuhov・Lenina広場の再建の建築と都市計画コンセプト（2008 - ）
セルギエフPasadの「ミール」映画館の復興（2008） 
ヴィラ・カリプソ（2007）
ヴィラ№10（2006-2007） 
ヴィラ№9（2006-2007）
住宅地区「Marfino」（2007）
作品「アクロポリス」（2007）
イリヤ・ウートキンの非現代建築 （2000年、Moskom architecture、モスクワ）
などの他、
写真展「憂鬱」（1984年、レジーナ・ギャラリー、モスクワ、1995年から1998年、アメリカ）、写真展「24」（2001年、モスクワ）なども開催している。
このほか兄弟とライザ用のセット（1998年、Mossoviet劇場）やバレエ「シンデレラ」（2000年、マリインスキー劇場）ブライト・ストリーム （2005年、国立オペラ座、リガ）
「パリの炎」ボリショイ・バレエ(2010年) 舞台装置も手がけている。

## 入賞実績
- パリOISTTコンペティション「Theatre for the future generations」で、2等入選 1978年
- セントラル硝子JAコンペティション「The Crystal palace」で、1等入選 1982年
- セントラル硝子JAコンペティション「Dwelling historical and local」で、3等入選 1983年
- セントラル硝子JAコンペティション「The Glass tower」で、2等入選 1984年
- セントラル硝子JAコンペティション「The Stronghold of resistance」で、2等入選 1985年
- 『新建築』コンペティション「Villa Nautilas」で、の2等 1985年。都市の大通りの中央部地下に想定された都市住居
- セントラル硝子JAコンペティション「The Glass monument of 2001」で、2等入選 1986年
- セントラル硝子JAコンペティション「The Intellectual market」で、佳作入選 1987年
- The East meets the West of the Competitive center デザインコンペティション「Jacob K. Javits」で、1等入選（ニューヨーク・ 1988年）
- セントラル硝子JAコンペティション「The Tower of the Millenium」で、3等入選 1997年
- ロシア建築家労働組合1997年ベストプロジェクト2位/モスクワ10年間のベスト10建築評価で3位
- ベネチア・ビエンナーレ建築コンクール1等（2000年、ヴェネツィア）
- モスクワ"箱舟"プロジェクト「Ideal city」で、理想都市コンペティション1等 2004年
- サンクトペテルブルク・バレエ「シンデレラ」舞台設計競技で選出「Gold spotlights」「The Gold mask」2003年